# Wilmar
Wilmar è un comune situato nella contea di Drew, nello stato dell'Arkansas, Stati Uniti d'America.